# Magiê chelatase
Magnesi chelatase là một enzyme ba thành phần xúc tác cho việc chèn Mg2 + vào protoporphyrin IX. Đây là bước đầu tiên trong việc tổng hợp bacteriochlorophyll. Mg-chelatase có vai trò quan trọng trong việc đưa chất trung gian vào nhánh chlorophyll (bacterio) để đáp ứng các điều kiện thích hợp cho sự tăng trưởng quang hợp: 

4 chất nền của enzym này là ATP, protoporphyrin IX, Mg2 + và H2O, trong khi 4 sản phẩm của nó là ADP, phosphate, Mg protoporphyrin IX, và H +.
Enzym này thuộc về họ của các ligases, đặc biệt là các enzyme tạo thành liên kết Nitơ-D trong các phức hợp phối hợp. Tên hệ thống của loại enzyme này là Mg-protoporphyrin IX magnesi-lyase. Các tên khác được sử dụng phổ biến bao gồm protoporphyrin IX magnesi-chelatase, protoporphyrin IX Mg-chelatase, magnesi-protoporphyrin IX chelatase, magnesi-protoporphyrin chelatase, magnesi chelatase, Mg-chelatase và magnesio-lyase Mg-protoporphyrin IX. Enzyme này tham gia vào chuyển hóa porphyrin và chlorophyll.